# 120
Cette page concerne l'année 120  du calendrier julien. Pour l'année 120 av. J.-C., voir 120 av. J.-C. Pour le nombre 120, voir 120 (nombre).
L'année 120 est une année bissextile qui commence un dimanche.

## Événements
- 1er janvier, Rome : début du consulat de Lucius Catilius Severus Iulianus et de Titus Aurelius Fulvus Antoninus[1].

## Naissances en 120
- Lucien de Samosate

## Décès en 120
- Tacite, historien.